# Bartramidula dispersa
Bartramidula dispersa là một loài rêu trong họ Bartramiaceae. Loài này được Cardot & P. de la Varde mô tả khoa học đầu tiên năm 1923.